# Morro do Aldeão
Morro do Aldeão är en kulle i Brasilien.   Den ligger i kommunen Brasília de Minas och delstaten Minas Gerais, i den sydöstra delen av landet, 400 km öster om huvudstaden Brasília. Toppen på Morro do Aldeão är 813 meter över havet, eller 31 meter över den omgivande terrängen. Bredden vid basen är 4,0 km.
Terrängen runt Morro do Aldeão är lite kuperad. Runt Morro do Aldeão är det ganska glesbefolkat, med 22 invånare per kvadratkilometer..
Omgivningarna runt Morro do Aldeão är huvudsakligen savann.